# Azalaïs de Montferrat
Azalaïs de Montferrat (nommée également Adelasia ou Alasia) (1150–1232) fut marquise douairière de Saluces, et régente pour le compte de son petit-fils Manfred III de Saluces de 1212 à 1218.

## Biographie
Azalaïs est l'une des trois filles de Guillaume V de Montferrat et de son épouse Judith de Babenberg. Ses frères sont Guillaume, Longue Épée de Montferrat, comte de Jaffa et Ascalon, Conrad Ier roi de Jérusalem, et Boniface de Montferrat.
Avant 1173 elle épouse le marquis Manfred II de Saluces et en 1182 elle reçoit des domaines à Saluces, Racconigi, Villa, Centallo et Quaranta, au cas où son mariage (comme celui de sa sœur Agnès) devrait être annulé pour cause de stérilité. Comme son frère Boniface, Azalaïs est la protectrice des troubadours. Elle est mentionnée dans la chanson de Peire Vidal, Estat ai gran sazo :
Dieus sal l'onrat marques
E sa bella seror...
(Dieu protège le marquis plein d'honneur
Et sa très belle sœur)
Elle est également la dédicataire de son ouvrage Bon' aventura don Dieus als Pizas.
Vers 1192, elle fait édifier l'église de San Lorenzo, dont elle fait don aux chanoines de Saint Laurent à Oulx; son fils aîné, Boniface, qui porte le nom de son frère, est mentionné pour la première fois dans cette donation. Toutefois, Boniface meurt en 1212, et après la mort de son époux en février 1215, Azalaïs devient régente du marquisat de Saluces au nom de son petit-fils, Manfred III.
En 1216, elle conclut un traité avec le comte Thomas Ier de Savoie prévoyant le mariage de son fils Amédée avec sa petite-fille Agnès. Cette union ne peut toutefois pas se concrétiser du fait de la consanguinité des deux fiancés, car Azalaïs est la cousine germaine du père de Thomas. Amédée épouse Anne de Bourgogne, et Agnès devient abbesse de l'abbaye cistercienne de Santa Maria della Stella à Rifreddo Azalaïs conclut également un accord politique et ecclésiastique avec la cité d'Alba et avec l'évêque d'Asti.
Lorsque le jeune Manfred atteint sa majorité en 1218, Azalaïs se consacre au patronage de l'église. En 1224, elle donne à l'abbaye de Rifreddo les revenus de l'église de San Ilario. En 1227, elle fait de larges donations aux chanoines d'Oulx. Elle meurt en 1232, et est inhumé dans l'abbaye cistercienne de Santa Maria de Staffarda.

## Postérité
Manfred et Azalaïs ont au moins cinq enfants :
- Agnès (après 31 mars 1223), épouse Comita, Juge de Torres ;
- Boniface de Saluces († 1213), épouse Maria, fille de Comita de Torres ; père de Manfred III de Saluces ;
- Marguerite (après 1233), épouse Goffredo de Salvaing ;
- fille anonyme, épouse Guglielmo II, marquis di Ceva ;
- Thomas.

### Sources
- Ernest Hoepffner, Le Troubadour Peire Vidal: sa vie et son œuvre, Paris, 1961.
- (it) Article de A M Patrone, Alasia, Dizionario Biografico degli Italiani, vol. 1, p. 583.
- (it) Leopoldo Usseglio, I Marchesi di Monferrato in Italia ed in Oriente durante i secoli XII e XIII, 1926.